# Вирджилио Марозо
Вирджилио Марозо (на италиански: Virgilio Maroso) е италиански футболист, защитник, част от състава на Великият Торино.

## Кариера
Марозо е роден в Маростика, провинция Виченца. Той е брат на Пиетро Марозо (1934-2012), също играч от Серия А и почетен президент на АС Варезе 1910.
Вирджилио Марозо играе като защитник, дебютира за Торино през 1945 г. след кратък период в Алесандрия.
С Торино Марозо изиграва 103 мача и печели четири последователни скудети. Има и 7 мача за италианския национален отбор, отбелязал е 1 гол.
Вирджилио Марозо загива в катастрофата в Суперга, близо до Торино. Футболният стадион в Маростика носи неговото име.

## Отличия
Торино
- Серия А: 1945/46, 1946/47, 1947/48, 1948/49